# Obelisco de los Leones

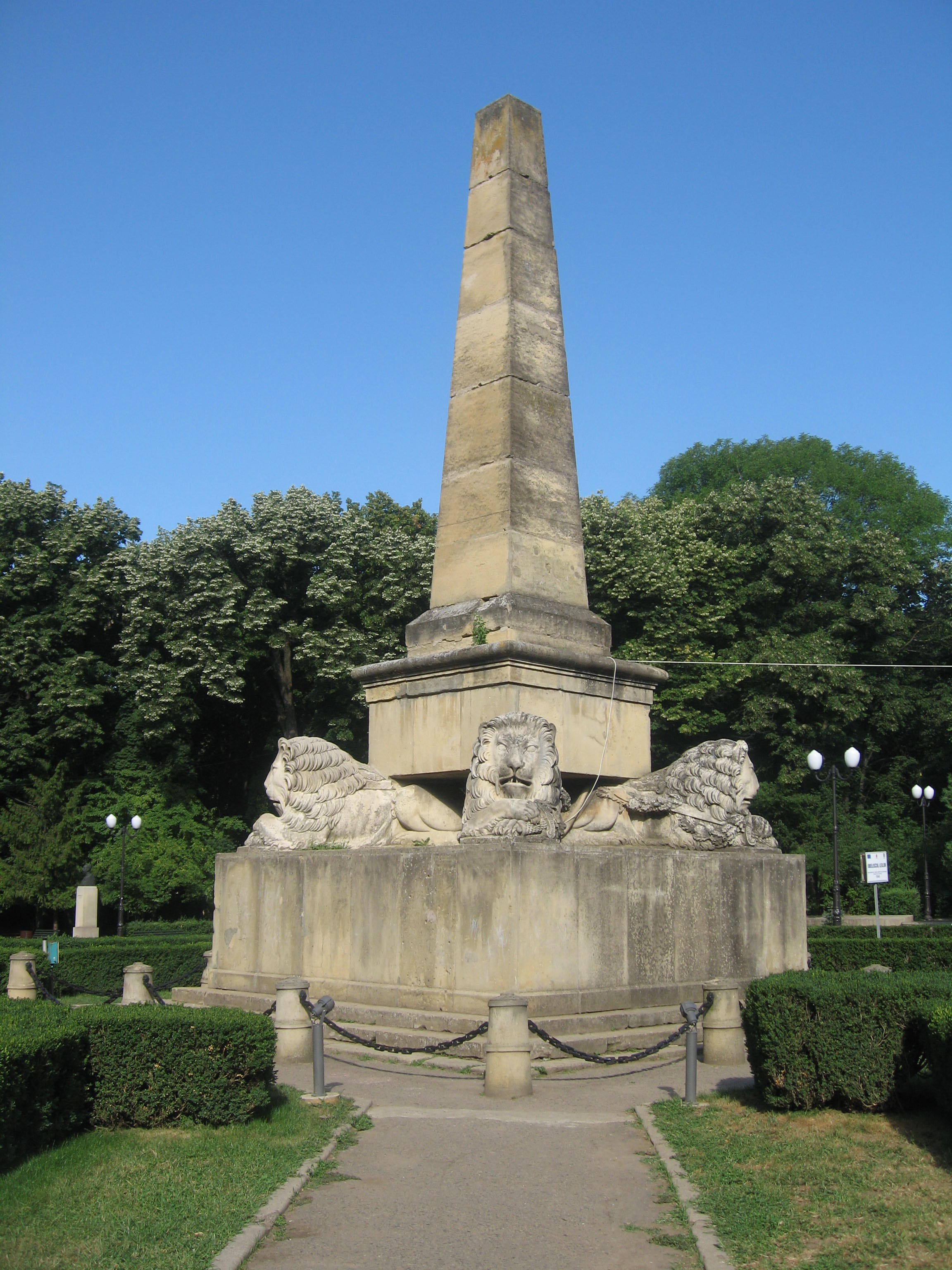
El Obelisco de los Leones, Iași

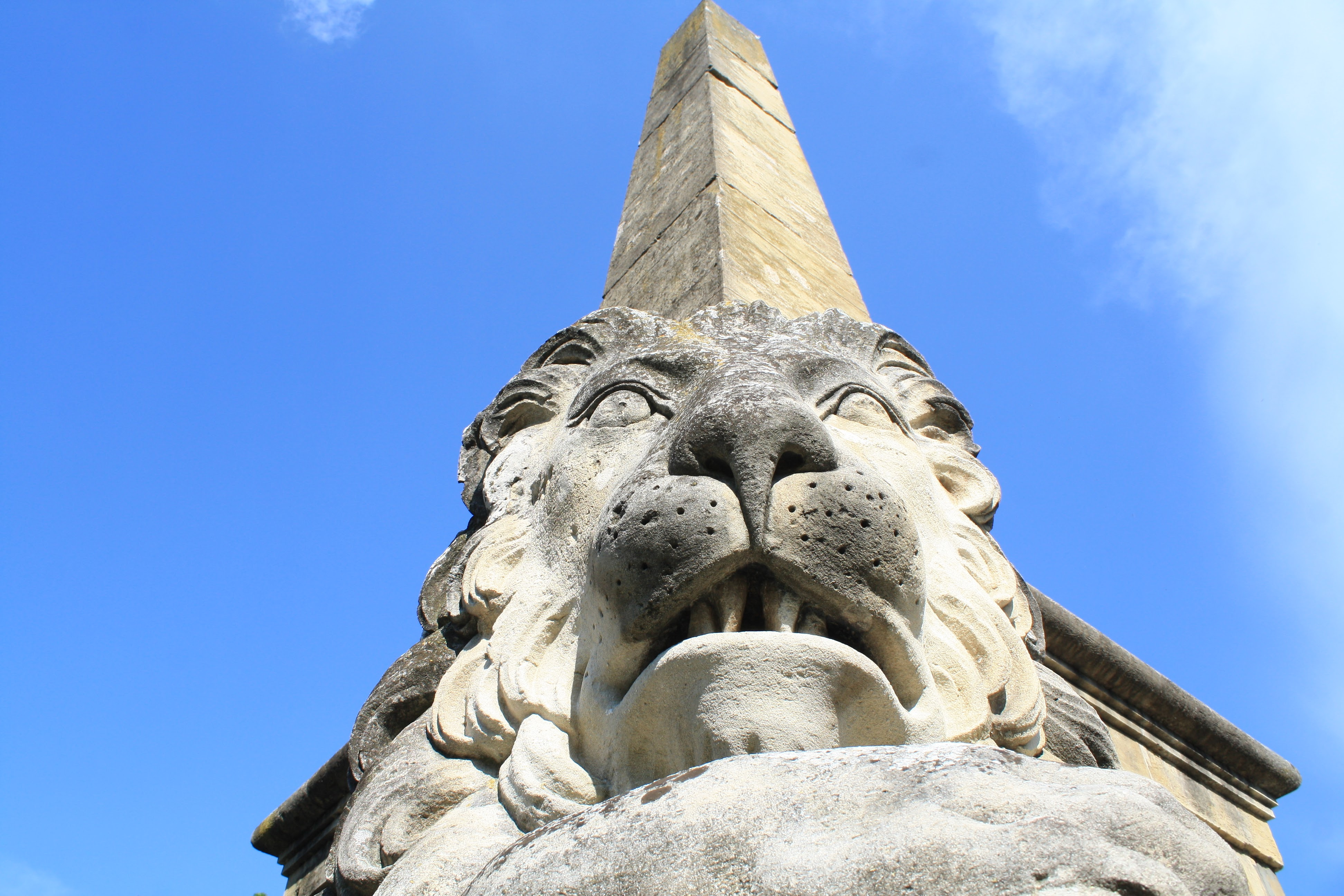
El Obelisco de los Leones, Iași (en detalle)

El Obelisco de los Leones (en rumano: Obeliscul cu lei) es un monumento histórico en el parque Copou, Iași, Rumania.
Fue construido entre 1834 y 1841 y está dedicado a la Ley de Reglamento Orgánico.
Considerado uno de los monumentos públicos más antiguos del país, el obelisco de 13,5 metros se finalizó bajo la supervisión de Gheorghe Asachi y está situado junto al tilo de Eminescu.

## Imágenes

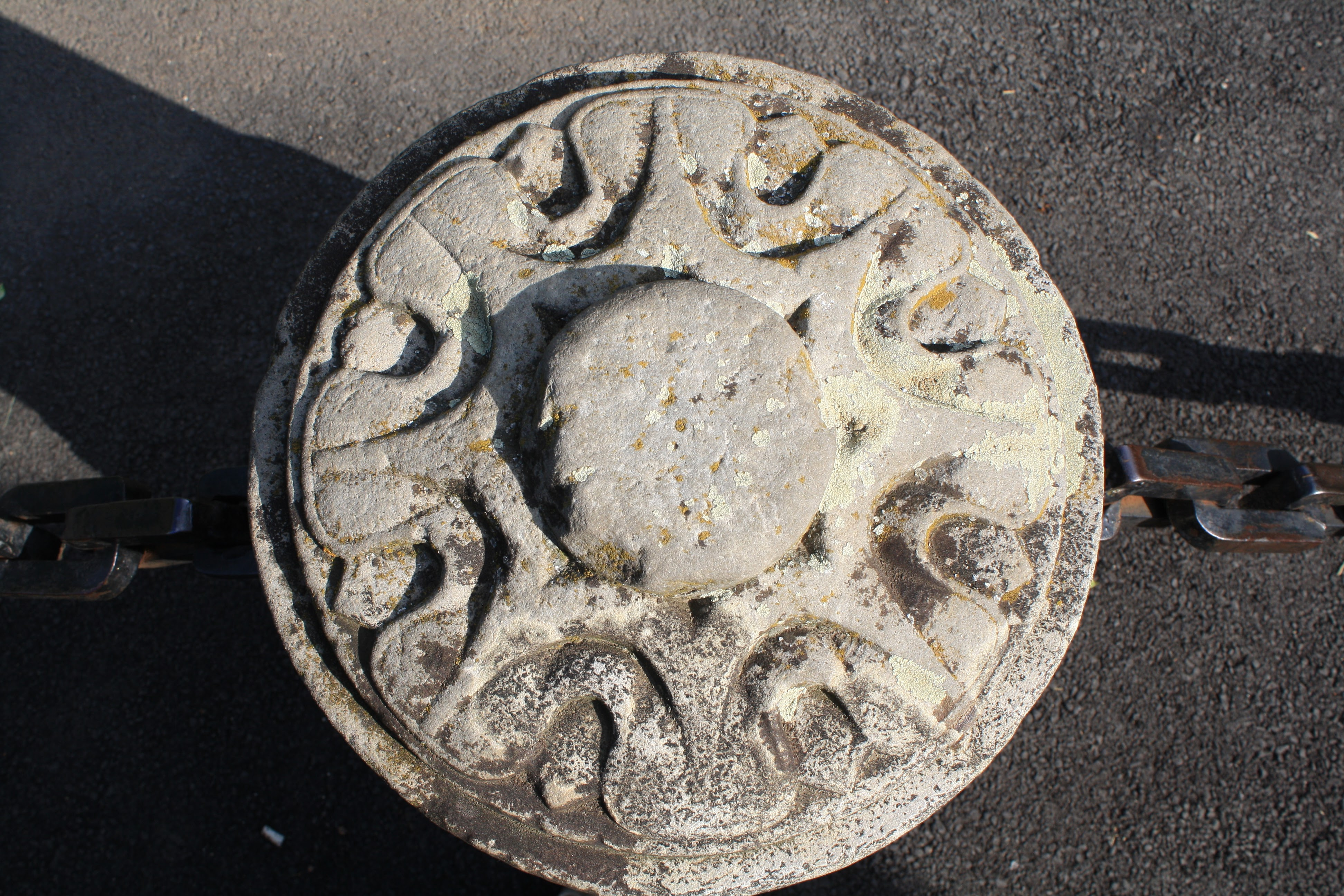
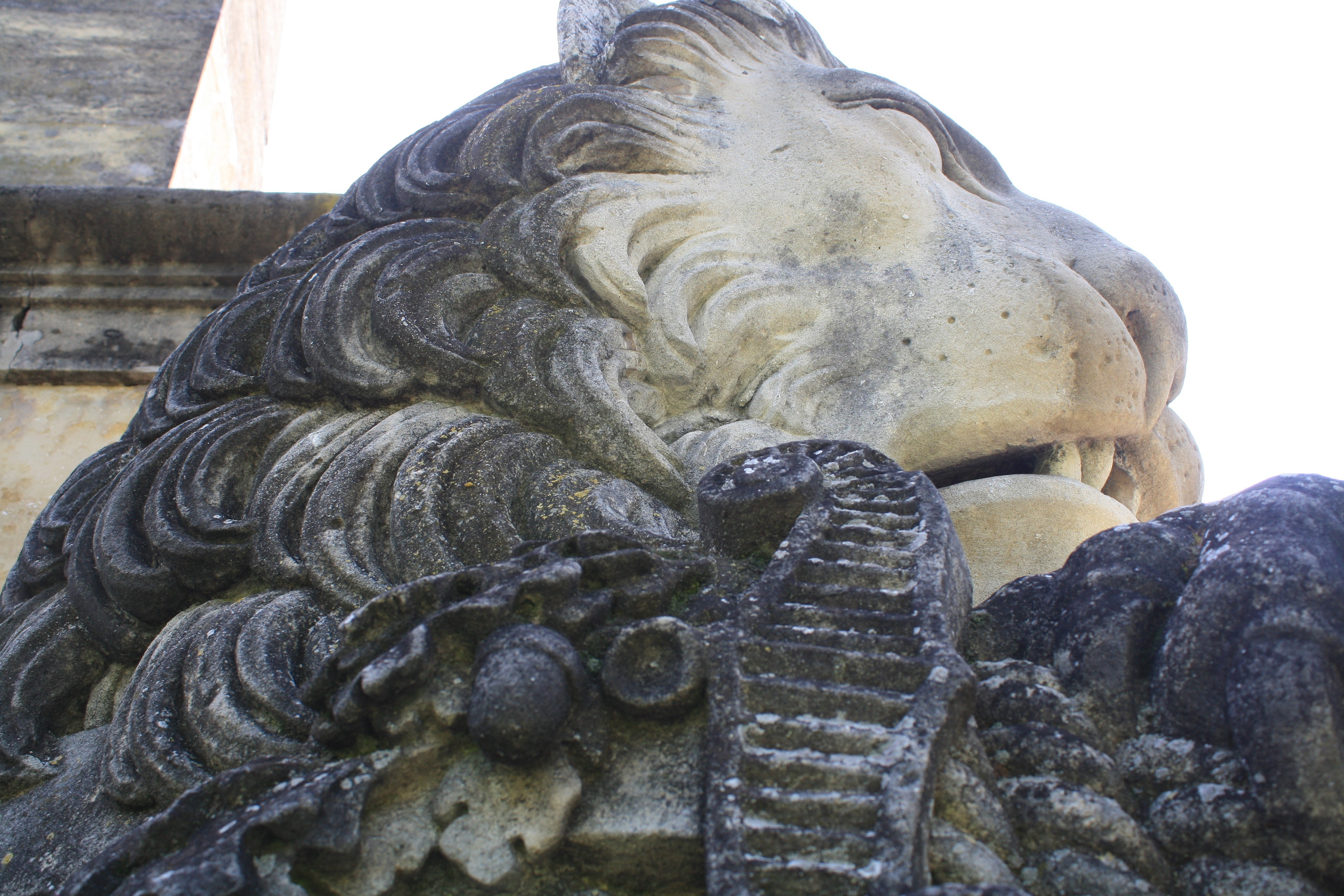
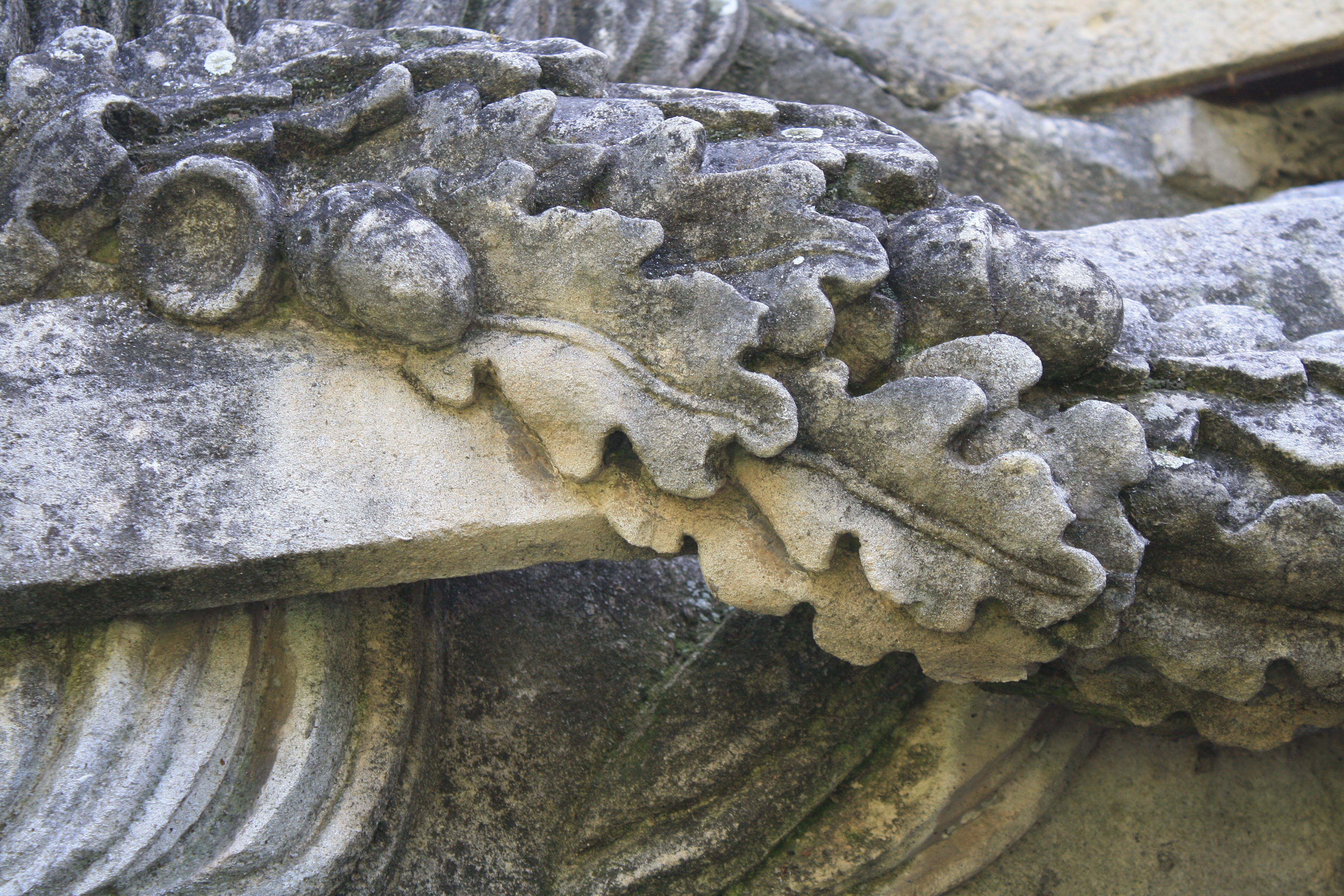
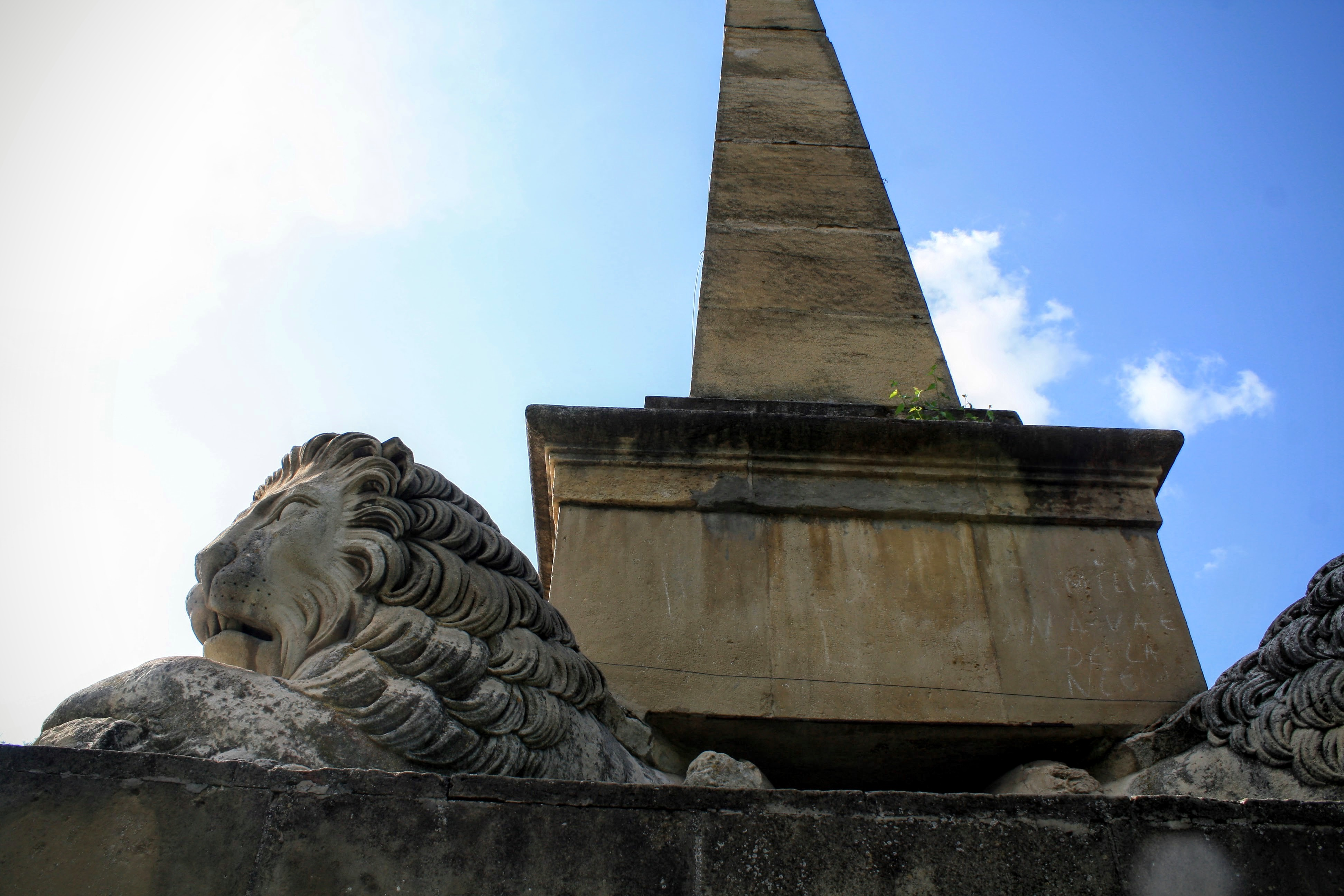
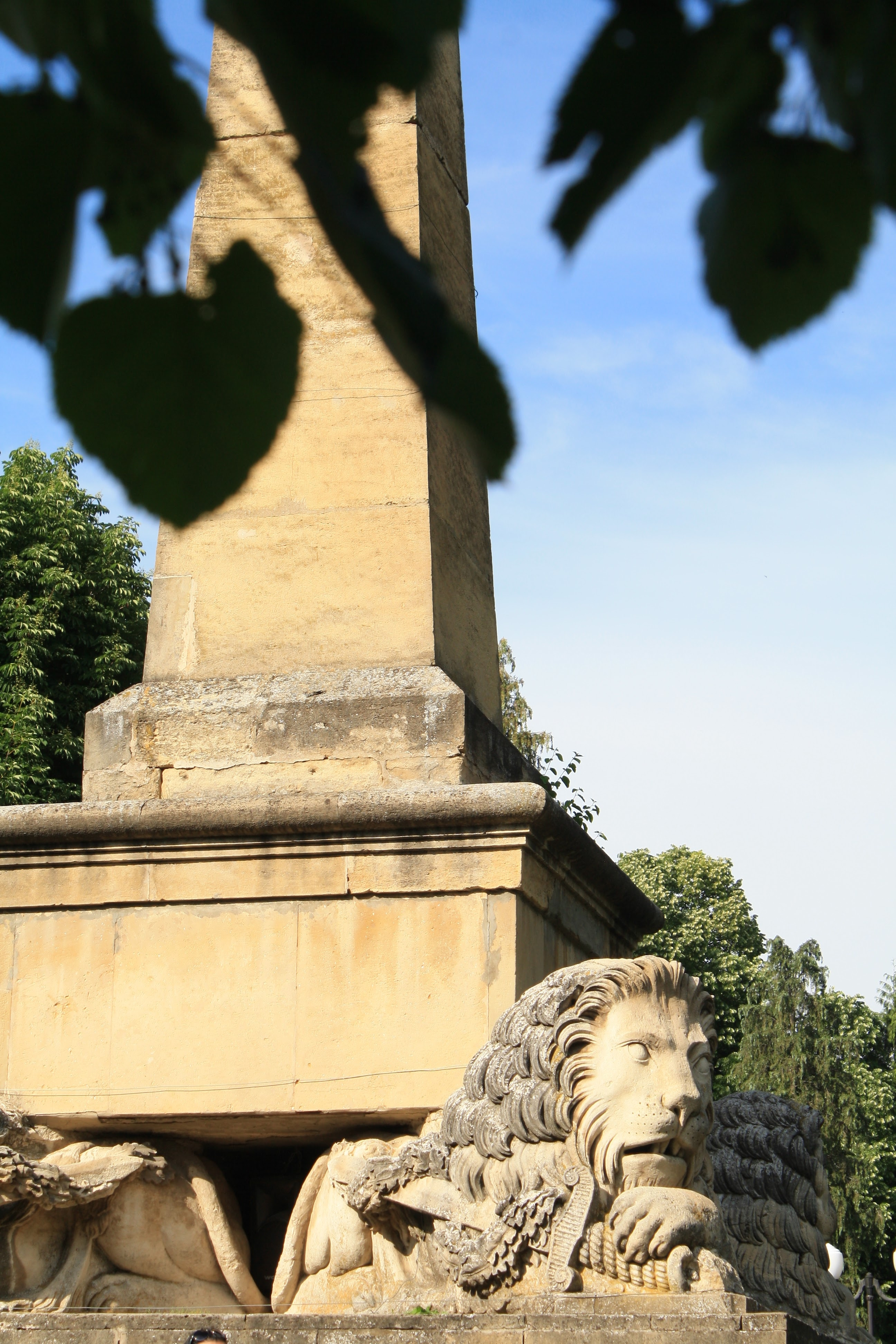
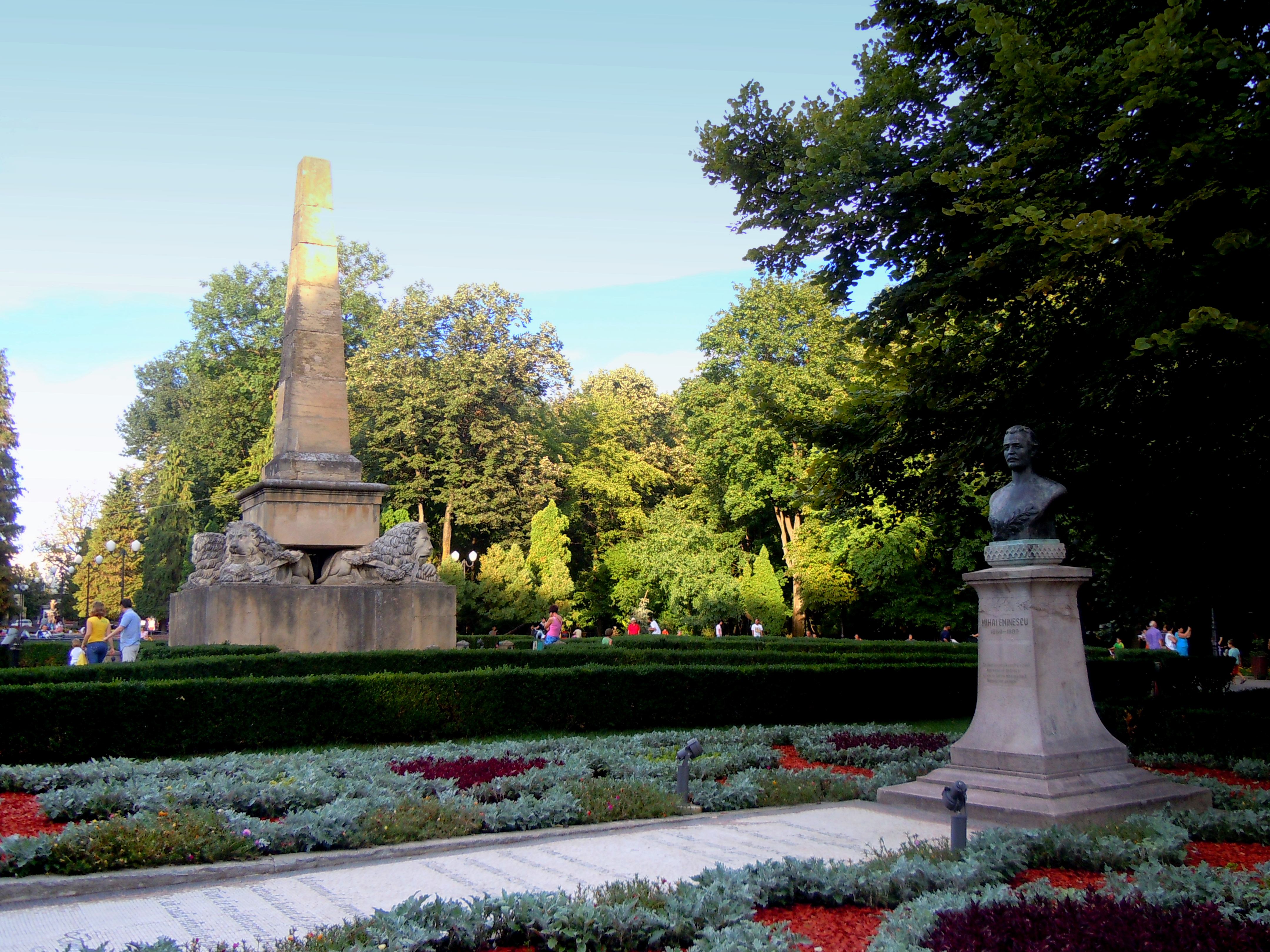
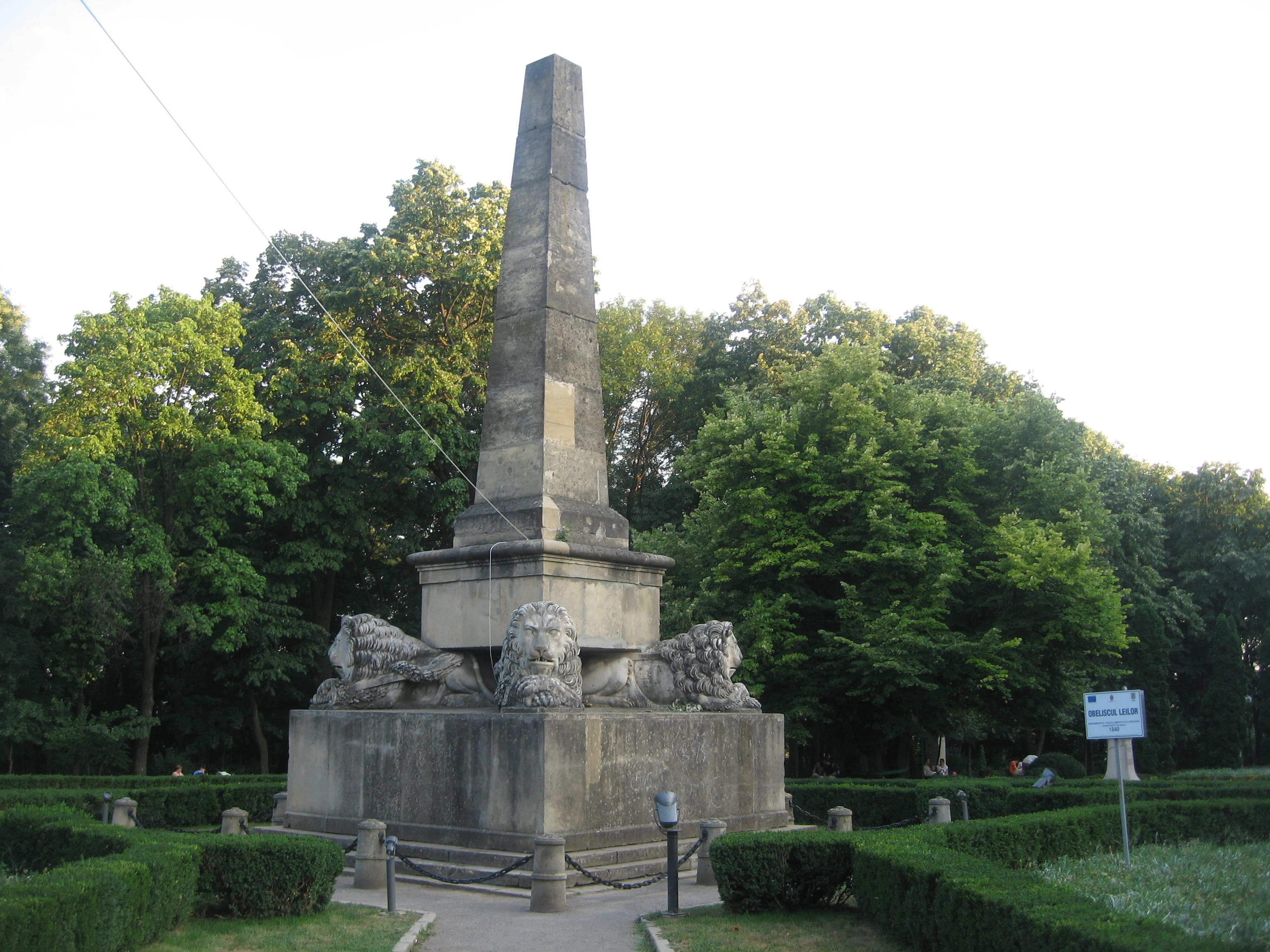
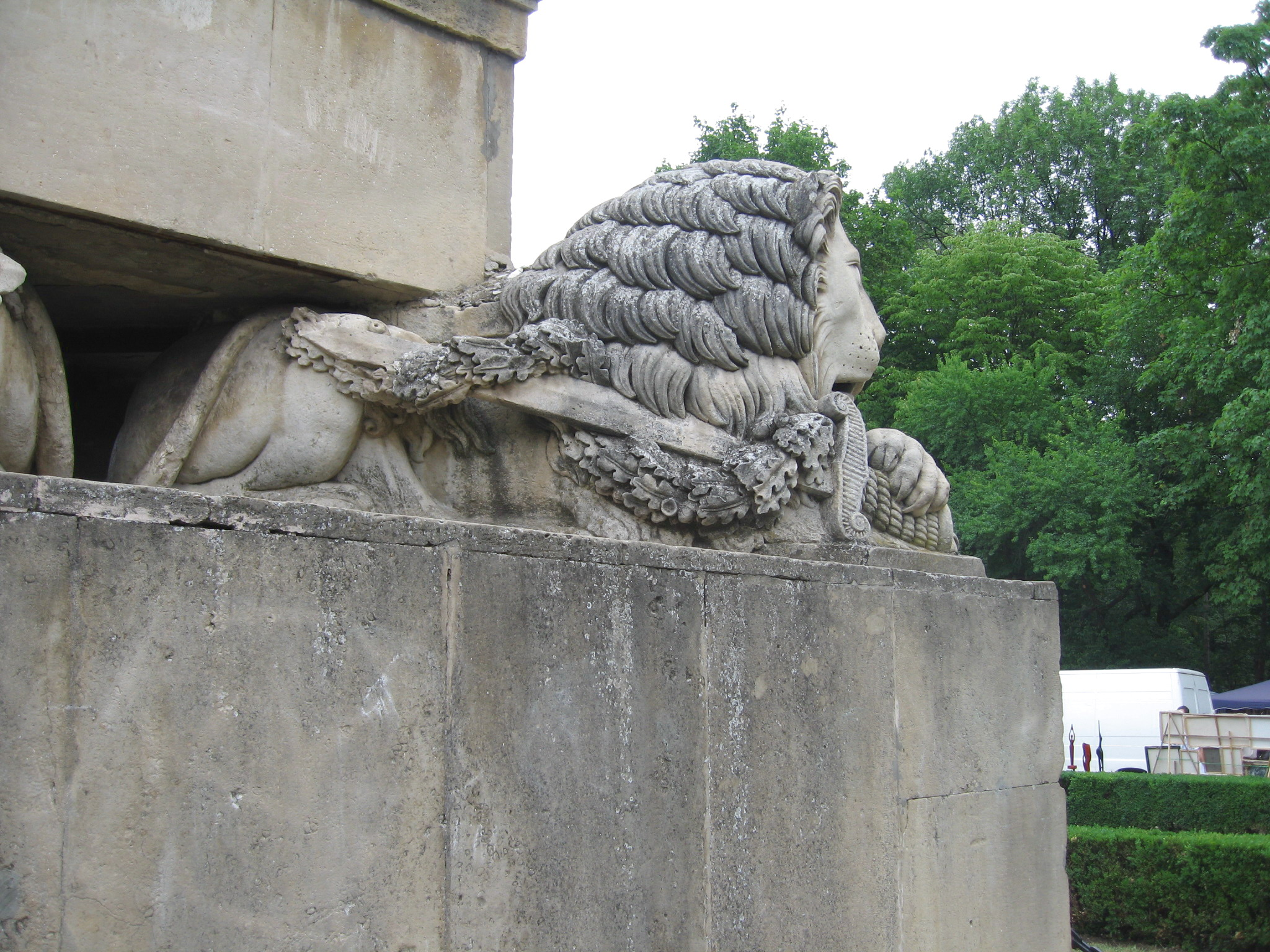
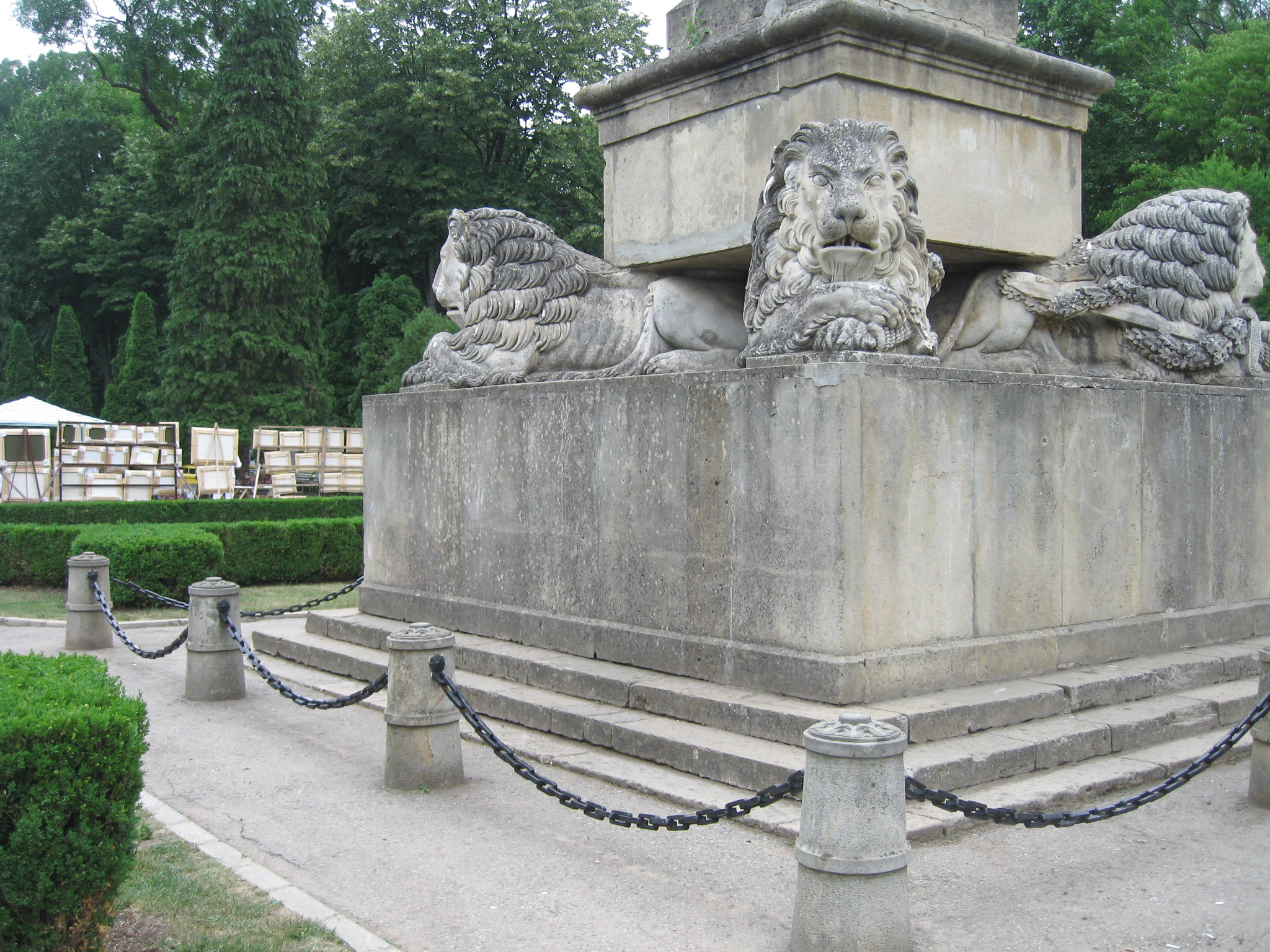